# Louis-Charles Malassez
Louis-Charles Malassez, né le 21 septembre 1842 à Nevers et mort le 22 décembre 1909 à Paris, est un médecin et un scientifique français né à Nevers. Il est connu pour ses travaux au laboratoire d'histologie du Collège de France.

## Biographie
Il étudia la médecine à Paris, il fut interne en 1867. Pendant la guerre franco-allemande de 1870, il servit comme ambulancier, puis revint à Paris où il travailla avec des médecins célèbres dont Claude Bernard, Jean-Martin Charcot ou Pierre Carle Édouard Potain. En 1875 il obtint une chaire d'anatomie au Collège de France, et en 1894 il fut admis à l'Académie nationale de médecine.
Il fut entre autres l'un des professeurs de Justin Marie Jolly.
Il est enterré dans la section 8 du cimetière du Père-Lachaise, à Paris.

## Travaux
Malassez est crédité de l'invention de l'hémocytomètre, un outil utilisé pour mesurer quantitativement le nombre de cellules sanguines. Dans le monde de l'odontologie, il a décrit les cellules de la gaine épithéliale de Hertwig dans le ligament alvéolo-dentaire. Ces cellules sont connues aujourd'hui sous le nom de restes épithéliaux de Malassez. Il a également travaillé sur une étude clinique des ulcérations anales, l'examen histologique d'un kyste de l'ovaire, un projet de réforme de l'enseignement médical, la richesse du sang en globules rouges chez les cancéreux et tuberculeux.
Par ailleurs, il a identifié la levure responsable d'une maladie de peau (une mycose cutanée présente surtout chez les jeunes, appelée Pityrosporum folliculitis). Il a aussi travaillé sur les bactéries du genre Yersinia (dont fait partie l'espèce Yersinia pestis, responsable de la peste) : Malassez a montré que l'inoculation d'une espèce proche, Yersinia pseudotuberculosis (qui est beaucoup moins virulente et apparemment s'attaque essentiellement au tube digestif, provoquant des adénites mésentériques) pouvait entraîner une immunité contre Yersinia pestis (vaccination permettant une résistance contre le peste).
Un genre de champignons fut nommé en son honneur : Malassezia. Les espèces dans le genre incluent : Malassezia furfur, Malassezia ovalis, Malassezia pachydermatis, Malassezia sympodialis and Malassezia orbiculare. Malassezia furfur est une espèce lipophile qui cause des dermatites sur la peau humaine, en particulier la Pityrosporum folliculitis. Malassezzia pachydermatis est une espèce associée à l'otite externe chez le chien.

## Éponymie
- Lymphadénite mésentérique de Malassez et Vignal : « Inflammation aiguë des ganglions mésentériques, accompagnée ou non d’une inflammation aiguë de l’iléon terminal, chez des sujets jeunes, dans un tableau clinique évoquant une appendicite. »[1]
- Malasseziose
- Bacille de Malassez et Vignal ou Yersinia pseudotuberculosis
- Malassezia furfur
- Malassezia pachydermatis